# Écomone
Ne doit pas être confondu avec Économie ou Économe.
Un écomone est l'ensemble des messages chimiques, ectomones ou allélochimiques, spécifiques ou non en ce qui concerne leur fonction et leur cible, volatiles ou mobiles, émis dans l'air, l'eau ou le sol par un être vivant émetteur, exerçant une action sémiochimique dans l'environnement.
Parmi ces substances chimiques émises par une plante, un animal (aquatique y compris), un champignon ou une colonie bactérienne, les biochimistes, écologues, éthologues ou physiologues distinguent :
- les allomones qui « affectent le comportement d'un membre d'une autre espèce au profit du producteur mais pas du récepteur »[3] ;
- les kairomones qui « déclenchent une réponse comportementale chez une autre espèce (récepteur), procurant un bénéfice à ce dernier »[4] ;
- les phéromones qui « déclenchent une réponse comportementale chez les individus de la même espèce, procurant un bénéfice à l'espèce »[5] ;
- les synomones qui « déclenchent une réponse comportementale chez une autre espèce et dont l'effet est positif pour l'émetteur et le receveur »[6].

## Sources
1. ↑  « Écomone » dans L'Encylopédie française :
2. ↑  T Reede (1995), Life history shifts in response to different levels of fish kairomones in Daphnia ; Oxford Univ Press ; Journal of plankton research. (1995) 17 (8): 1661-1667. doi: 10.1093/plankt/17.8.1661 (résumé)
3. ↑  (en) Jukka Jokela, « Sex: Advantage », dans eLS, American Cancer Society, 2001 (ISBN 978-0-470-01590-2, DOI 10.1038/npg.els.0001716, lire en ligne).
4. ↑  R. W. Moncrieff,  (en) The Chemical Senses, CRC, Cleveland, 1967, p. 267.
5. ↑  Farzam Ghaemmaghami, Phéromones - La sémiochimie inconsciente, Lyon, Hugo Stern, 2019, 640 p. (ISBN 978-2-490394-06-7).
6. ↑  Donald A. Nordlund & W. J. Lewis, (en) « Terminology of chemical releasing stimuli in intraspecific and interspecific interactions », in Journal of Chemical Ecology n° 2, 1976, pp. 211–220.